# 보물/그대의 미소가 무엇보다도 좋았어
〈보물/그대의 미소가 무엇보다도 좋았어〉(일본어: タカラモノ／君の笑顔がなによりも好きだった 타카라모노/키미노에가오가나니요리모스키닷타 [*])는 시카고 푸들의 여섯 번째 싱글이다. 2013년 8월 28일 기자 스튜디오에서 발매됐다.

## 내용
〈보물〉은 앨범 《3.0》에서의 리컷. 안경의 다나카 창업 100주년 이미지 송.
〈그대의 미소가 무엇보다도 좋았어〉 ytv 제작 닛폰 TV계 《명탐정 코난》 닫는 곡。
초회한정반은 DVD가 있으며, 통상반은 〈보물〉의 피아노 어레인지 버전이 수록되어있다.

## 수록곡
- 전체 작곡: 하나자와 코타

### 초회한정반
CD
1. 보물(タカラモノ)
  - 작사: 야마구치 노리히토, ＋DN, 편곡: 시카고 푸들
2. 그대의 미소가 무엇보다도 좋았어(君の笑顔がなによりも好きだった
  - 작사: 츠지모토 켄지, 야마구치 노리히토, ＋DN, 편곡: 이와쿠라 사토시
3. 보물 (Voiceless Ver.)
4. 그대의 미소가 무엇보다도 좋았어 (Voiceless Ver.)

DVD
1. 〈보물〉 Music Clip (웨딩 편)
2. 〈보물〉 Music Clip (가족 사랑 편)
3. 〈그대의 미소가 무엇보다도 좋았어〉 Music Clip

### 명탐정 코난반(초회한정생산)
1. 그대의 미소가 무엇보다도 좋았어
2. 보물
3. 그대의 미소가 무엇보다도 좋았어 (TV SIZE Ver.)
4. 그대의 미소가 무엇보다도 좋았어 (Voiceless Ver.)
5. 보물 (Voiceless Ver.)

### 통상반
1. 보물
2. 그대의 미소가 무엇보다도 좋았어
3. 보물 (Piano Arrange Ver.)
  - 편곡: 오쿠스 유조
4. 보물 (Voiceless Ver.)
5. 그대의 미소가 무엇보다도 좋았어 (Voiceless Ver.)

## 녹음 참가
- 오가 요시노부(Sensation) - 기타 (#1)
- 이와쿠라 사토시 - 기타 (#2)

## 같이 보기
- 빙 (기업)

| TV 애니메이션 《명탐정 코난》 닫는 곡 2013년 8월 10일 (705화) ~ 2013년 12월 7일 (721화) |                                                 |                                       |
| 이전 곡: 보이프렌드 〈눈동자의 멜로디〉                                                 | 시카고 푸들 〈그대의 미소가 무엇보다도 좋았어〉 | 다음 곡: 다이고 〈지금 보고 싶어서…〉 |